# 퀸투스 롤리우스 우르비쿠스
퀸투스 롤리우스 우르비쿠스(Quintus Lollius Urbicus)는 로마 황제 안토니누스 피우스 재위 기간인 139년부터 142년까지 브리타니아의 총독을 맡았던 누미디아계 베르베르인이다. 그는 비록 역사적 사실을 모두 담은 것은 아니라 평가받는 '히스토리아 아우구스타'에 언급되었고, 영국에서 출토된 로마 시대 금석문 다섯 개에도 이름이 등장한다. 그의 생애는 키르타 (콩스탕틴 근처인 그의 고향 티디스에 세워진 금석문 한 쌍에 자세히 제시되어 있다.

## 어린 시절
롤리우스 우르비쿠스는 누미디아계 베르베르인 지주였던 마르쿠스 롤리우스 세네키오와 그의 아내 그라니아 호노라타 사이에서 태어났다. 에드워드 챔플린 교수는 우르비쿠스의 아드벤투스(Adventus)를 로마 내에 있었을 것으로 시사한 키르타 공동체'에서 비롯했을 것으로 추정하였으며, 이 공동체에 있었던 이로는 138년에 집정관을 지낸 푸블리우스 팍투메이우스 클레멘스, 170년경에 집정관을 지낸 가이우스 아리우스 안토니누스, 연설가 마르쿠스 코르넬리우스 프론토 등이 있었다. 챔플린은 팍투메이우스 클레멘스와 더불어 우르비쿠스가 이후에 프론토가 연설가로서 생애를 시작하는 데 있어 유용한 후원자들이 되었을 것이라고 언급했다.

## 경력 초기
롤리우스 우르비쿠스의 초기 정무관으로서 생애는 티디스에 세워진, 자세한 내용이 기록된 금석문을 통해 알려졌다. 모곤티아쿰(오늘날 마인츠)에서 프리미게니아 제22군단의 밀리툼 트리부누스를 마친 뒤, 그는 원로원에 입성하였고 아시아의 프로콘술 자격으로 레가투스 직위를 1년 맡았다. 그는 빠르게 하드리아누스 황제의 후임자 후보로 떠오르는등 명성이 커졌고, 빈에서 게미나 제10군단의 지휘관이 되었다. 그는 132년-135년에 벌어진 하드리아누스의 유대 전쟁 기간 지휘관으로 활동하면서 '도나 밀리타리아'를 수여받았다. 그의 집정관직은 게르마니아 인페리오르의 총독을 마친 뒤인 135년이나 136년에 있을 수 있다. 그는 하드리아누스가 죽자마자 브리타니아로 옮겨졌다.

## 브리타니아 총독
'히스토리아 아우구스타'에 따르면, 안토니누스 피우스 황제는 롤리우스 우르비쿠스를 통해 브리튼족들을 토벌했다고 전한다. 하드리아누스의 브리튼 정책과는 반대로 그는 스코틀랜드의 로우랜드 지방 재정복을 이루기 위해 롤리우스 우르비쿠스를 보낸 것으로 보인다. 139년과 140년 사이에 우르비쿠스는 하드리아누스 방벽 위쪽의 움직임에 대비하기 위해 코브리지의 요새를 재단장했고, 브리타니아에서 승리를 기념하기 위해 142년에 기념 주화를 발행했다. 이에 따라 우르비쿠스는 세 개 군단과 여러 보조병들을 동원해 번스워크 언덕을 점령해내는등 141년의 스코틀랜드 남부 재점령을 주도한 것으로 보인다. 143년에 그는 안토니누스 방벽의 건설 초기를 감독했으며 그는 밸뮐디(Balmuildy)에서 출토된 금석문들에서 분명하게 언급되어 있다.
안토니누스의 이 침공을 묘사하는 어떠한 사료도 존재하지 않기에, 이에 따라 이 침공에 대한 어떠한 재현 시도는 순전히 추측에 불과할 것이다. 우르비쿠스는 아마 스코틀랜드 경계 지역의 보타디니족(Votadini)과 셀고바이족(Selgovae), 스트라스클라이드의 담노니족(Damnonii), 덤프리스와 갤러웨이의 노반타이족(Novantae) 등 스코틀랜드의 로우랜드의 부족들에 적대감을 가던 일부 브리튼족들 (아마 북쪽의 브리간테스족을 포함)에 대한 군사 활동을 벌였을 것이다. 안토니누스 방벽과 더불어 착수된 건축물에 기록되어 있는 금석문에 언급되어 있듯이, 브리타니아의 군단 3개가 이 작전에 참여되었을 것이다 (칼리언에 배치된 아우구스타 제1군단, 요크에 배치된 빅트릭스 제6군단, 체스터에 배치된 발레리아 빅트릭스 제20군단). 이 군단의 핵심은 의심의 여지가 없이 별도의 보조군 부대들의 지원을 받는 것이었으며, 보조군들에 대해선 대략 9개 부대의 기록들이 남아있다(e.g. RIB 1276, 2140, 2142, 2149, 2155, 3509).
140년대 초의 것으로 추측되는 금석문이 안토니누스 방벽의 보급 창고가 있었던 곳에서 발견됨에 따라 방우르비쿠스가 하드리아누스 방벽 최후방인 노섬벌랜드의 코브리지에서 공격을 계획한 것으로 보인다. 노섬벌랜드의 하이 로체스터 및 추정상 국경 지대의 뉴스태드에 방비용 요새를 둔 채 코브리지에서 그는 아그리콜라의 군사 도로인 디어 스트리트를 따라 북서쪽 방향 스코틀랜드 경계로 밀고 들어갔고, 그는 포스만 방향으로 강타하였다. 라이징엄, 츄 그린, 캐퍽(Cappuck), 인비어러스크 등지에 유사한 시설들과 더불어 앞서 언급한 두 지역들은 로우랜드 부족들, 대표적으로 동쪽의 보타디니족, 그리고 서쪽의 셀고바이족 들을 감시하기 위한 거점들로 사용되었을 것으로 본다.
디어 스트리트를 따라 이어진 육상 보급로를 확보한, 우르비쿠스는 사우스 스트라스클라이드의 둠모니족에 맞서기 앞서 식량 보급을 위해 캐리던에 보급항을 마련했을 것이다. 이 작업을 마친 뒤, 오늘날 안토니누스 방벽으로 알려진, 거대한 포스강과 클라이드강을 떨어트려두던 좁은 육로를 동쪽에서 서쪽으로 가로지르는 대략 35 마일에 달하는 거리에 목재와 흙으로 만든, 새로운 장벽 작업을 마치는 업무를 맡았다.

## 생애 말년
우르비쿠스는 섹스투스 에루키우스 클라루스가 갑작스럽게 사망하면서 명망있는 직위인 '프라이펙투스 우르비'의 가능성이 생기자 로마로 복귀하여, 서기 146년쯤에 해당 직위를 역임한 것으로 추정한다. 그가 서기 160년에 사망한 것으로 알려진 '프라이펙투스 우르비'였을 것으로 보인다.

## 참고 문헌
- A.R. Birley, The Roman Government of Britain, Oxford: Oxford University Press, 2005, pp. 112–115 ISBN 978-0-19-925237-4.

| 공직                                               | 공직                               | 공직                                    |
| -------------------------------------------------- | ---------------------------------- | --------------------------------------- |
| 공석마지막으로 작위 소유푸블리우스 뭄미우스 시센나 | 브리타니아 총독 139년과 142년 사이 | 이후 그나이우스 파피리우스 아일리아누스 |